# 有岡隆
有岡 隆（ありおか たかし、1973年〈昭和48年〉4月4日 - ）は、日本の市民活動家・労働運動家。コロナウィルス対策に伴うマスクの強制に強い関心を抱き、TDCスタッフィングユニオン、後には大鹿行・東総ユニオン（現大鹿行アソシエイツ）、労働者再生機構などの労働組合を拠点として発達障害者などマスクの着用ができない者に合理的配慮を求める活動を続ける。2022年には「障害者差別解消法を啓発する市民の会」を発足し、2023年には「感染症法違憲訴訟」と称して岡山県や国のコロナ対策が違法行為であるとする国賠訴訟を提起した。

## 経歴
派遣会社のTDCスタッフィングに永年勤務。しかし、2020年、休業手当が支払われないとの不満を抱き、労働組合「TDCスタッフィングユニオン」を結成し代表者に就任。ところが、組合員の女性とのLINEのやり取りが脅迫罪にあたるとしてトラブルになり、女性と訴訟に発展。これを受け同ユニオンの代表者を辞任・脱退する。その後、一時期は「大鹿行・東総ユニオン」（現大鹿行アソシエイツ）に活動の場を移すが、後には自ら労働者再生機構という労働組合を結成し、引き続きTDCスタッフィングを批判。最終的には、さいたま地方裁判所でTDCスタッフィングに対して労働基準法に基づく付加金を含む未払賃金約270万円を請求する訴訟を提起した。
2022年には「障害者差別解消法を啓発する市民の会」を発足し、有岡自らも診断と精神障害者保健福祉手帳3級の交付を受けているという発達障害や精神障害に対する合理的配慮が不足しているとしてマスクの着用強制を批判。
翌2023年には、「感染症法違憲訴訟」と銘打って国賠訴訟を提起し、岡山県・国のコロナ対策が違法行為であるとして論陣を張るが、2024年12月10日に判決が言い渡され、請求棄却。
2025年1月14日には、行政書士の宮城史門と同氏が経営する行政書士法人、そして労働組合のユニオン・フェアプレイ東京の3者を被告として800万円弱の損害賠償請求を求めていた訴訟の判決が言い渡され、宮城に対する請求は800万円弱のうち25万円が認容、行政書士法人とユニオン・フェアプレイ東京に対する請求は全部棄却となった。宮城は、認容額のうち20万円について不服として控訴した。宮城は、当時DMU総合研究所（現・DMUデモクラティック・ユニオン）と称する労働組合連合会の代表を務めており、有岡が「TDCスタッフィングユニオン」を立ち上げるにあたり関与していたが、後にトラブルになったという。
2024年12月26日、有岡を被告とする新たな訴訟が宮城史門により提起される。訴因は名誉毀損、業務妨害、著作権侵害などで、訴状によれば、宮城は、有岡により顔写真などを無断複製・転載された上で「宮城史門容疑者」などと誹謗中傷をされ、さらには有岡に個人情報を開示した覚えがないのに「両親の住所と職場を把握している」とする有岡により両親の住所や職場、取引先に怪文書を送付されたことにより生活の平穏の侵害や行政書士としての業務の妨害を受け、著しい被害を被ったとしている。これに対し有岡は、誹謗中傷とされる投稿をしたことは認めつつも、怪文書の送付などについては「立証につき証拠が不十分」として争っている。